# 16 (число)
16 (шестнадцать) — натуральное число, расположенное между числами 15 и 17.

## Математика
- Половина этого числа — 8
- Сумма цифр этого числа (1+6)  — 7
- Произведение цифр этого числа — 6
- Квадрат числа 4
- 4-я степень числа 2
- Квадрат числа 16 — 256
- Куб числа 16 — 4096
- 216 = 65 536
- 9-е составное число ↓15, ↑18
- 9-е чётное число ↓14, ↑18
- 16 = 24 = 42 (единственное натуральное число вида xy = yx, где x и y — не равные друг другу натуральные числа)[1][2]
- 16 является суперсовершенным числом — числом n, таким, что σ(σ(n))=2n[3].
- 16 является наименьшим числом, которое можно более чем одним способом представить в виде суммы двух различных простых.
- Одиозное число
- Слегка недостаточное число
- Недостаточное число

## Химия
- Атомный номер серы

## История
- 16 год до н. э., 16 год, 1916 год, 2016 год; XVI век до н. э., XVI век
- Максимальное количество союзных республик, одновременно входивших в состав СССР (1940—1956)

## В других областях
- ASCII-код управляющего символа DLE (data link escape)
- 16 — Код субъекта Российской Федерации Республики Татарстан
- Один пуд равен 16,380496 кг (16-килограммовая гиря традиционно называется пудовой)
- Каждый игрок в шахматы изначально имеет 16 фигур.
- Шестнадцать варварских государств — результат распада Северного Китая в IV–V веках.
- Шестнадцать округов — земли недалеко от Пекина, бывшие важным фактором политической борьбы Китая в X веке.
- Шестнадцать поз — частично утраченная знаменитая эротическая книга эпохи Ренессанса (начало XVI века).
- Кружок шестнадцати — оппозиционная группа аристократической молодёжи Санкт-Петербурга 1838—40 годов.
- «Шестнадцать тонн» — песня, спетая Мерлом Трэвисом (Merle Travis) в 1947 году.
  - «Шестнадцать тонн» — московский музыкальный клуб, названный в честь песни Мерла Трэвиса
- 16-миллиметровая киноплёнка — киноплёнка шириной 16 мм позволяет уменьшить размеры кинокамеры.
- Шестнадцать свечей — фильм Джона Хьюза, признанный эталоном жанра молодёжного кино (1984).

- Число 16 по месяцам: 16 января | 16 февраля | 16 марта | 16 апреля | 16 мая | 16 июня | 16 июля | 16 августа | 16 сентября | 16 октября | 16 ноября | 16 декабря